# Lindsaea simulans
Lindsaea simulans là một loài dương xỉ trong họ Lindsaeaceae. Loài này được Ching in Chien & Chun mô tả khoa học đầu tiên năm 1959.
Danh pháp khoa học của loài này chưa được làm sáng tỏ. 